# حكومة القرم الإقليمية
حكومة القرم الإقليمية (بالروسية: Крымское краевое правительство)‏ تشير إلى نظامين متعاقبين لم يدوما طويلًا في شبه جزيرة القرم خلال عامي 1918 و1919.

## التاريخ
في أعقاب ثورة أكتوبر 1917 في روسيا، أعلنت حكومة تتار القرم العرقية جمهورية القرم الشعبية. سرعان ما استولت القوات البلشفية في أوائل عام 1918 على الجمهورية حيث أنشأت جمهورية توريدا الاشتراكية السوفيتية، ثم استولت عليها قوات جمهورية أوكرانيا الشعبية بمساعدة عسكرية من القيصرية الألمانية في هجوم القرم في نهاية أبريل 1918.
لقد أُنشئت أولى حكومات القرم الإقليمية في 25 يونيو 1918 وقد تشكلت تحت حماية ألمانية مع جنرال من تتار ليبكا هو ماسيج (سليمان) سولكويش كرئيس للوزراء ووزير الداخلية والشؤون العسكرية. كانت هناك جهود من جانب أوكرانيا للسيطرة على شبه جزيرة القرم، ولكن، بقيت الحكومة الإقليمية منفصلة عن أوكرانيا، بدعم من ألمانيا، ولكن في سبتمبر وأكتوبر كانت هناك محادثات لإقامة اتحاد بين الاثنين.
بعد انسحاب القوات الألمانية من شبه جزيرة القرم سقط سولكوفيتش الذي لا يحظى بشعبية من السلطة في 25 نوفمبر 1918 وخلفه سياسي قريمي وعضو سابق في حزب كاديت وهو سليمان كريم. ضم هذا النظام الليبرالي المناهض للبلاشفة زميله السابق في حزب كاديت مكسيم فينار وزيرًا للخارجية، وفلاديمير نابوكوف وزيرًا للعدل. في أواخر نوفمبر 1918 هبطت قوات حلفاء الحرب العالمية الأولى، وخاصة الفرنسية واليونانية، في شبه جزيرة القرم لكنها انسحبت في أبريل 1919 بعد فقدان أوديسا.
بدأت حكومة قريم، وتسمى أيضًا حكومة شبه جزيرة القرم، في الانهيار في أوائل عام 1919 بسبب التوترات مع جيش التطوع في الحركة البيضاء الروسية تحت قيادة أنطون دينيكين، والتي اشتبهت في ولاء شخصياتها الرئيسية. إن انهيار القوى المركزية في الحرب العالمية الأولى وانسحاب الحلفاء جعلا شبه جزيرة القرم تعتمد بشكل كامل على روسيا.
في 2 أبريل 1919، احتل الجيش الأحمر السوفيتي سيمفروبول وتم حل حكومة القرم الإقليمية الثانية. ثم تأسست جمهورية القرم الاشتراكية السوفيتية، قبل ان تستعيدها القوات البيضاء في يونيو 1919. كان البيض تحت حكم دنيكين وبعدها بيوتر رنجل يمسكون بشبه جزيرة القرم حتى نوفمبر 1920.

## انظر أيضًا

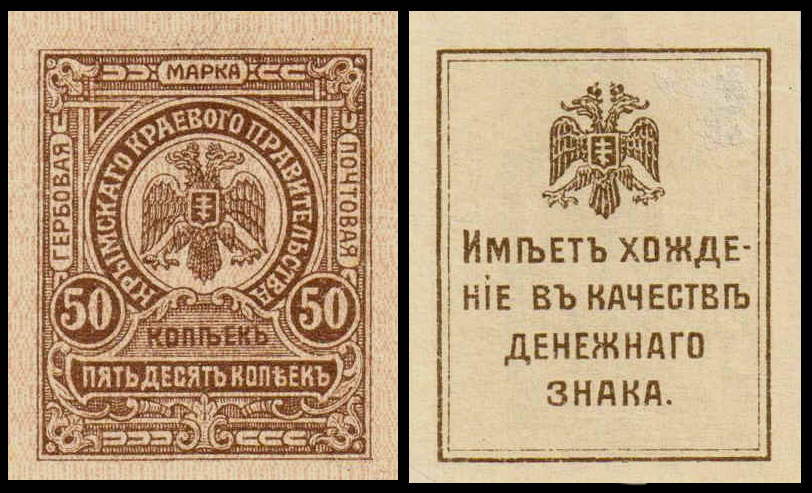
ختم بريد حكومة القرم الإقليمي، في عام 1919